# 新馬爾伯勒 (麻薩諸塞州)
新馬爾伯勒（英語：New Marlborough）是一個位於美國麻薩諸塞州伯克夏縣的鎮。

## 人口
根據2020年美國人口普查的數據，新馬爾伯勒的面積為124.10平方千米，當中陸地面積為121.47平方千米，而水域面積為2.63平方千米。當地共有人口1528人，而人口密度為每平方千米12人。